# Nati nel 1997/Settembre
| Questa pagina contiene informazioni ricavate automaticamente dalle voci biografiche con l'ausilio del template Bio e di un bot. L'aggiornamento è periodico e automatico e ricostruisce completamente la pagina. Se manca una persona in questa lista, sei pregato di non aggiungerla, ma accertati piuttosto che la sua voce biografica contenga il template Bio e che i dati anagrafici siano correttamente compilati. Se il template Bio manca, inseriscilo tu stesso o, in alternativa, metti l'avviso {{tmp\|Bio}} che ne segnala la mancanza. Se i dati riportati sono sbagliati, correggi direttamente la voce biografica; le modifiche saranno visibili in questa lista entro pochi giorni. Per chiarimenti vedi il progetto biografie. La lista contiene solo le 387 persone che sono citate nell'enciclopedia e per le quali è stato implementato correttamente il template Bio. Pagina aggiornata al 18 ago 2025. |

- 1º settembre - Abdulla Abdullaev, calciatore uzbeko
- 1º settembre - Tobias Arndal, calciatore danese
- 1º settembre - Hande Baladın, pallavolista turca
- 1º settembre - Landry Dimata, calciatore belga
- 1º settembre - Luca Germoni, calciatore italiano
- 1º settembre - Jung Kook, cantante e compositore sudcoreano
- 1º settembre - Joan Mir, pilota motociclistico spagnolo
- 1º settembre - Tim Schneider, cestista tedesco
- 1º settembre - Hayden Wilde, triatleta neozelandese
- 2 settembre - Kyle Allman, cestista statunitense
- 2 settembre - João Victor, calciatore brasiliano
- 2 settembre - Katie Drabot, nuotatrice statunitense
- 2 settembre - Roman Ežov, calciatore russo
- 2 settembre - Mariella Fasoula, cestista greca
- 2 settembre - Han Hee-ju, judoka sudcoreana
- 2 settembre - Alex Iacovitti, calciatore scozzese
- 2 settembre - Brandon Ingram, cestista statunitense
- 2 settembre - Ja'Marcus Ingram, giocatore di football americano statunitense
- 2 settembre - Stefan Jevtoski, calciatore macedone
- 2 settembre - Sanah, cantautrice, violinista e compositrice polacca
- 2 settembre - Eric Kitolano, calciatore norvegese
- 2 settembre - Jakub Krč, calciatore slovacco
- 2 settembre - Raúl Lozano, calciatore argentino
- 2 settembre - Alexis Maldonado, calciatore argentino
- 2 settembre - Valeria Quispe, lunghista e triplista boliviana
- 2 settembre - Brandon Randolph, cestista statunitense
- 2 settembre - Jordan Storey, calciatore inglese
- 3 settembre - Aaron Banks, giocatore di football americano statunitense
- 3 settembre - Sulayman Bojang, calciatore norvegese
- 3 settembre - Rodrigo Conde, canottiere spagnolo
- 3 settembre - Il Tre, rapper e cantautore italiano
- 3 settembre - Awangku Yura Indera, calciatore bruneiano
- 3 settembre - Deni Jurić, calciatore australiano
- 3 settembre - Salome Pazhava, ginnasta georgiana
- 3 settembre - Devin Singletary, giocatore di football americano statunitense
- 3 settembre - Melvin Tchiknavorian, sciatore freestyle francese
- 3 settembre - Bernard Tekpetey, calciatore ghanese
- 3 settembre - Graeme Torrilla, calciatore gibilterriano
- 3 settembre - Maduka Udeh, ex calciatore nigeriano
- 4 settembre - Deandre Baker, giocatore di football americano statunitense
- 4 settembre - Isiah Brown, cestista statunitense
- 4 settembre - Giuseppe Carriero, calciatore italiano
- 4 settembre - Willis Furtado, calciatore capoverdiano
- 4 settembre - Gergely Siklósi, schermidore ungherese
- 4 settembre - Rui Gomes, calciatore portoghese
- 4 settembre - Niklas Kiel, ex cestista tedesco
- 4 settembre - Alfonso Plummer, cestista portoricano
- 4 settembre - Balázs Tóth, calciatore ungherese
- 5 settembre - Gino Fechner, calciatore tedesco
- 5 settembre - Bryce Hoppel, mezzofondista statunitense
- 5 settembre - Nordin Jackers, calciatore belga
- 5 settembre - Skylar Mays, cestista statunitense
- 5 settembre - Emmanuel Nzekwesi, cestista olandese
- 5 settembre - Stjepan Radeljić, calciatore bosniaco
- 5 settembre - Shamit Shome, calciatore canadese
- 5 settembre - Maximiliano Silvera, calciatore uruguaiano
- 5 settembre - Endre Strømsheim, biatleta norvegese
- 5 settembre - Raúl Tito, calciatore peruviano
- 6 settembre - Mallory Comerford, nuotatrice statunitense
- 6 settembre - Daniel Dubois, pugile britannico
- 6 settembre - Stefanie Fleckenstein, sciatrice alpina canadese
- 6 settembre - Tobias Fohrler, hockeista su ghiaccio tedesco
- 6 settembre - Huang Mengkai, schermidore cinese
- 6 settembre - Markis McDuffie, cestista statunitense
- 6 settembre - Santiago Mele, calciatore uruguaiano
- 7 settembre - Briam Acosta, calciatore uruguaiano
- 7 settembre - Diego Bareiro, cestista paraguaiano
- 7 settembre - Gustav Berggren, calciatore svedese
- 7 settembre - Marceli Bogusławski, ciclista su strada, ciclocrossista e mountain biker polacco
- 7 settembre - Dean-Charles Chapman, attore britannico
- 7 settembre - Arianit Ferati, calciatore tedesco
- 7 settembre - João Paulo Ferreira Lourenço, calciatore brasiliano
- 7 settembre - Gustavo Mosquito, calciatore brasiliano
- 7 settembre - Josh Knight, calciatore inglese
- 7 settembre - Daiane Limeira, calciatrice brasiliana
- 7 settembre - Andrija Majdevac, calciatore serbo
- 7 settembre - Kevin Peterson dos Santos Silva, calciatore brasiliano
- 8 settembre - Elyas Bouzaiene, calciatore svedese
- 8 settembre - Ben Burr-Kirven, giocatore di football americano statunitense
- 8 settembre - Frank Darby, giocatore di football americano statunitense
- 8 settembre - Tessa, rapper danese
- 8 settembre - Hau-Li Fan, nuotatore canadese
- 8 settembre - Yacouba Hamani, calciatore nigerino
- 8 settembre - Nguyễn Thành Chung, calciatore vietnamita
- 8 settembre - Benjamin St-Juste, giocatore di football americano canadese
- 8 settembre - Federica Trovalusci, kickboxer italiana
- 8 settembre - Yasemin Yazıcı, attrice turca
- 9 settembre - Alejandro Artunduaga, calciatore colombiano
- 9 settembre - László Bénes, calciatore slovacco
- 9 settembre - Cesare Bisantis, regista e sceneggiatore italiano
- 9 settembre - Gonzalo Collao, calciatore cileno
- 9 settembre - Alessandro D'Addario, calciatore sammarinese
- 9 settembre - Isobel Dalton, calciatrice australiana
- 9 settembre - Berta Ferreras, sincronetta spagnola
- 9 settembre - Vladyslav Jemec', calciatore ucraino
- 9 settembre - Fredrik Jensen, calciatore finlandese
- 9 settembre - Rachael Karker, sciatrice freestyle canadese
- 9 settembre - Kameron McGusty, cestista statunitense
- 9 settembre - Jamie Miller, cantautore e compositore britannico
- 9 settembre - Javier Ontiveros, calciatore spagnolo
- 9 settembre - Alberto Reina, calciatore spagnolo
- 9 settembre - Destiny Slocum, cestista statunitense
- 9 settembre - Ohis Felix Uduokhai, calciatore tedesco
- 10 settembre - Antoine Bernier, calciatore belga
- 10 settembre - Claudia Cagnina, calciatrice peruviana
- 10 settembre - Jóannes Danielsen, calciatore faroese
- 10 settembre - Luke Haakenson, calciatore statunitense
- 10 settembre - Jasper Löffelsend, calciatore tedesco
- 10 settembre - Francesca Michieletto, pallavolista italiana
- 10 settembre - Benedek Murka, calciatore ungherese
- 10 settembre - Esther Paslier, ex sciatrice alpina francese
- 10 settembre - Nelson Senkatuka, calciatore ugandese
- 10 settembre - Paul Smyth, calciatore nordirlandese
- 10 settembre - Michal Surzyn, calciatore ceco
- 10 settembre - Alberto Rodríguez Baró, calciatore spagnolo
- 10 settembre - Troy Terry, hockeista su ghiaccio statunitense
- 10 settembre - Dīmītrīs Theodōrou, calciatore cipriota
- 10 settembre - Liamoo, cantante e modello svedese
- 10 settembre - Luke Wattenberg, giocatore di football americano statunitense
- 11 settembre - Dapo Afolayan, calciatore inglese
- 11 settembre - Duhan Aksu, calciatore turco
- 11 settembre - Juan Diego Alba, ciclista su strada colombiano
- 11 settembre - Surafel Dagnachew, calciatore etiope
- 11 settembre - Erlend Dahl Reitan, calciatore norvegese
- 11 settembre - Agustín Della Corte, attore, modello e rugbista a 15 uruguaiano
- 11 settembre - Lidija Durkina, fondista russa
- 11 settembre - Kellan Grady, cestista statunitense
- 11 settembre - Zoe Hobbs, velocista neozelandese
- 11 settembre - Jovan Lazarević, giocatore di calcio a 5 serbo
- 11 settembre - Garance Le Guillermic, attrice francese
- 11 settembre - Julia Marino, snowboarder statunitense
- 11 settembre - Marvin Mehlem, calciatore tedesco
- 11 settembre - Mikita Nikalaevič, calciatore bielorusso
- 11 settembre - Debora Novellino, ex calciatrice italiana
- 11 settembre - Marin Pongračić, calciatore croato
- 11 settembre - Vernon Scott, giocatore di football americano statunitense
- 11 settembre - Harmony Tan, tennista francese
- 11 settembre - Ramón Vilà, cestista spagnolo
- 12 settembre - Aleksandr Belevcev, tuffatore russo
- 12 settembre - Almida de Val, giocatrice di curling svedese
- 12 settembre - André Duarte, calciatore portoghese
- 12 settembre - Devin Duvernay, giocatore di football americano statunitense
- 12 settembre - Asanti Herring, calciatore americo-verginiano
- 12 settembre - Elizabeth Holden, ciclista su strada britannica
- 12 settembre - Julia Kern, fondista statunitense
- 12 settembre - Phakamani Mahlambi, ex calciatore sudafricano
- 12 settembre - Abdel Rahman Magdy, calciatore egiziano
- 12 settembre - Dragoș Nicolae Mădăraș, tennista rumeno
- 12 settembre - Maggie Nichols, ex ginnasta statunitense
- 12 settembre - Michael Ojemudia, giocatore di football americano statunitense
- 12 settembre - Sophia Schneider, biatleta tedesca
- 12 settembre - Óscar Siafá, calciatore spagnolo
- 12 settembre - Sydney Sweeney, attrice, modella e produttrice cinematografica statunitense
- 12 settembre - Jonathan Tseng, militare taiwanese († 2022)
- 12 settembre - Fulminacci, cantautore italiano
- 13 settembre - Holly Aitchison, rugbista a 15 britannica
- 13 settembre - Nicolas Dalla Valle, ex ciclista su strada e ex pistard italiano
- 13 settembre - Nicola Dalmonte, calciatore italiano
- 13 settembre - James Daniels, giocatore di football americano statunitense
- 13 settembre - Törles Knöll, calciatore tedesco
- 13 settembre - Žirayr Margaryan, calciatore armeno
- 13 settembre - Abdinur Mohamud, calciatore somalo
- 13 settembre - Franco Moyano, calciatore argentino
- 13 settembre - Jonathan Perlaza, calciatore ecuadoriano
- 13 settembre - Nicola Salsi, pallavolista italiano
- 14 settembre - Saidu Fofanah, calciatore sierraleonese
- 14 settembre - Iván Gandía, cestista portoricano
- 14 settembre - Phannapa Harnsujin, taekwondoka thailandese
- 14 settembre - Jared Harper, cestista statunitense
- 14 settembre - Christian Holmes, giocatore di football americano statunitense
- 14 settembre - Benjamin Ingrosso, cantautore e produttore discografico svedese
- 14 settembre - Andrij Jacenko, lottatore ucraino
- 14 settembre - Ronny Labonne, calciatore francese
- 14 settembre - Arūnas Mikalauskas, cestista lituano
- 14 settembre - José Milán, attore, ballerino e modello spagnolo
- 14 settembre - Simon Olsson, calciatore svedese
- 14 settembre - Dominic Solanke, calciatore inglese
- 14 settembre - Luca Vergallito, ciclista su strada italiano
- 14 settembre - Vladimir Vorožkо, cosmonauta russo
- 15 settembre - Anna-Maria Alexandri, nuotatrice artistica greca
- 15 settembre - Eirini-Marina Alexandri, nuotatrice artistica greca
- 15 settembre - Vasiliki Alexandri, nuotatrice artistica greca
- 15 settembre - Kamar Baldwin, cestista statunitense
- 15 settembre - Michela Battiston, schermitrice italiana
- 15 settembre - Leonardo Candellone, calciatore italiano
- 15 settembre - Álex Carbonell, calciatore spagnolo
- 15 settembre - Thomas Chirault, arciere francese
- 15 settembre - Matilde Copetti, calciatrice italiana
- 15 settembre - Alfonso Coppola, pilota motociclistico italiano
- 15 settembre - K.J. Hill, giocatore di football americano statunitense
- 15 settembre - Stephen Humphrys, calciatore inglese
- 15 settembre - Song Jiayuan, pesista cinese
- 15 settembre - Aymen Mahious, calciatore algerino
- 15 settembre - Marlon Douglas de Sales Silva, calciatore brasiliano
- 15 settembre - Giacomo Rovero, ballerino italiano
- 15 settembre - José Varela, calciatore capoverdiano
- 15 settembre - Jeisson Vargas, calciatore cileno
- 15 settembre - Liam Walsh, calciatore inglese
- 15 settembre - Annika Wendle, lottatrice tedesca
- 15 settembre - Blu del Barrio, attrice statunitense
- 16 settembre - Miguel Berry, calciatore spagnolo
- 16 settembre - Sara Fantini, martellista italiana
- 16 settembre - Víctor García, calciatore spagnolo
- 16 settembre - Tasa Jiya, velocista olandese
- 16 settembre - Zsanett Kaján, calciatrice ungherese
- 16 settembre - Elena Kampouris, attrice statunitense
- 16 settembre - Jonathan Marshall, giocatore di football americano statunitense
- 16 settembre - Lea Meyer, siepista e mezzofondista tedesca
- 16 settembre - Arttu Mäkiaho, combinatista nordico finlandese
- 16 settembre - José Manuel Núñez Martín, calciatore spagnolo
- 16 settembre - Guillermo Padula, calciatore uruguaiano
- 16 settembre - Sydney Payne, canottiera canadese
- 16 settembre - Jonathan Rodríguez, pallavolista portoricano
- 16 settembre - Jackie Young, cestista statunitense
- 16 settembre - Viti Rozada, calciatore spagnolo
- 17 settembre - Donaldo Açka, calciatore albanese
- 17 settembre - Derrick Alston, cestista statunitense
- 17 settembre - Ornella Bankolé, cestista francese
- 17 settembre - Cosmin Bîrnoi, calciatore rumeno
- 17 settembre - Alohi Gilman, giocatore di football americano statunitense
- 17 settembre - Luke Greenbank, nuotatore britannico
- 17 settembre - Guan Xiaotong, attrice e cantante cinese
- 17 settembre - August Haas, cestista danese
- 17 settembre - Raphael Haaser, sciatore alpino austriaco
- 17 settembre - Emma Hinze, pistard tedesca
- 17 settembre - Ty Johnson, giocatore di football americano statunitense
- 17 settembre - Dar'ja Kačanova, pattinatrice di velocità su ghiaccio russa
- 17 settembre - Eduardo Kunde, calciatore brasiliano
- 17 settembre - Lorenzo Libutti, calciatore italiano
- 17 settembre - Auston Matthews, hockeista su ghiaccio statunitense
- 17 settembre - Marko Nikolić, calciatore svedese
- 17 settembre - Osama Galal, calciatore egiziano
- 17 settembre - Bendegúz Tóth, lottatore ungherese († 2020)
- 17 settembre - Chavany Willis, calciatore giamaicano
- 18 settembre - Karlan Grant, calciatore inglese
- 18 settembre - Carlotta Cartelli, calciatrice italiana
- 18 settembre - Steven Enoch, cestista statunitense
- 18 settembre - Carlos Gómez, calciatore peruviano
- 18 settembre - Viktor Hovland, golfista norvegese
- 18 settembre - Marco Manfredi, rugbista a 15 italiano
- 18 settembre - Chigozie Mbah, calciatore nigeriano
- 18 settembre - Franco Ramos Mingo, calciatore argentino
- 18 settembre - Agustín Verdugo, calciatore argentino
- 18 settembre - Vitó, calciatore portoghese
- 19 settembre - Halima Aden, modella statunitense
- 19 settembre - Sacar Anim, cestista statunitense
- 19 settembre - Justin Briggs, cestista statunitense
- 19 settembre - Lukáš Daněk, combinatista nordico ceco
- 19 settembre - D.J. Davidson, giocatore di football americano statunitense
- 19 settembre - Mathías Espinoza, calciatore paraguaiano
- 19 settembre - Giovanny, calciatore brasiliano
- 19 settembre - Chase Jeter, cestista statunitense
- 19 settembre - Erik Jirka, calciatore slovacco
- 19 settembre - Moesha Johnson, nuotatrice australiana
- 19 settembre - Mihael Klepač, calciatore croato
- 19 settembre - Lena Kreundl, ex nuotatrice austriaca
- 19 settembre - Konrad Michalak, calciatore polacco
- 19 settembre - Sam Sloman, giocatore di football americano statunitense
- 20 settembre - Frederic Ananou, calciatore togolese
- 20 settembre - Tyrie Cleveland, giocatore di football americano statunitense
- 20 settembre - Lucas Couto, calciatore uruguaiano
- 20 settembre - Assane Dioussé, calciatore senegalese
- 20 settembre - Kōnstantinos Doumtsios, calciatore greco
- 20 settembre - Itamar Einhorn, ciclista su strada e pistard israeliano
- 20 settembre - Robert Farken, mezzofondista tedesco
- 20 settembre - Lucas Fernandes, calciatore brasiliano
- 20 settembre - Alex Güity, calciatore honduregno
- 20 settembre - Esmiraldo Sá da Silva, calciatore guineense
- 20 settembre - Cherbel Khouchaba, calciatore neozelandese
- 20 settembre - Nathan Knight, cestista statunitense
- 20 settembre - Lee Dong-gyeong, calciatore sudcoreano
- 20 settembre - Bryan Mendoza, calciatore messicano
- 20 settembre - Trayvon Mullen, giocatore di football americano statunitense
- 20 settembre - Cristian Núñez, calciatore paraguaiano
- 20 settembre - Monique, cantante lituana
- 20 settembre - Gastón Togni, calciatore argentino
- 21 settembre - Akeem Davis-Gaither, giocatore di football americano statunitense
- 21 settembre - Viktorija Georgieva, cantante bulgara
- 21 settembre - Clovis Roca, calciatore boliviano
- 21 settembre - Jhon Arias, calciatore colombiano
- 21 settembre - Dexter Xuereb, calciatore maltese
- 22 settembre - Jake Clarke-Salter, calciatore inglese
- 22 settembre - Jarron Cumberland, cestista statunitense
- 22 settembre - Alassane Diop, calciatore mauritano
- 22 settembre - Hà Đức Chinh, calciatore vietnamita
- 22 settembre - Laura Juškaitė, cestista lituana
- 22 settembre - Brooks Lennon, calciatore statunitense
- 22 settembre - Romain Perraud, calciatore francese
- 23 settembre - 1.Cuz, rapper svedese
- 23 settembre - Tyus Battle, cestista statunitense
- 23 settembre - Ralph Boschung, ex pilota automobilistico svizzero
- 23 settembre - Sékou Amadou Camara, calciatore guineano
- 23 settembre - Rohan Campbell, attore canadese
- 23 settembre - John Collins, cestista statunitense
- 23 settembre - Callum Connolly, calciatore inglese
- 23 settembre - Tyler Cook, cestista statunitense
- 23 settembre - Stain Davie, calciatore malawiano
- 23 settembre - Jordan Elliott, giocatore di football americano statunitense
- 23 settembre - Augusto Fernández, pilota motociclistico spagnolo
- 23 settembre - Jack Fitzwater, calciatore inglese
- 23 settembre - Felipe Fritz, calciatore cileno
- 23 settembre - Murat Fırat, lottatore turco
- 23 settembre - Collin Johnson, giocatore di football americano statunitense
- 23 settembre - Richard Križan, calciatore slovacco
- 23 settembre - Anas Ouahim, calciatore tedesco
- 23 settembre - Carlos Pineda, calciatore honduregno
- 23 settembre - Bernhard Raimann, giocatore di football americano austriaco
- 23 settembre - Giacomo Sgorbati, cestista italiano
- 23 settembre - Wallisson, calciatore brasiliano
- 24 settembre - Tosin Adarabioyo, calciatore inglese
- 24 settembre - Riya Bhatia, tennista indiana
- 24 settembre - Tre Brown, giocatore di football americano statunitense
- 24 settembre - Aldo Cruz, calciatore messicano
- 24 settembre - Borko Duronjić, calciatore serbo
- 24 settembre - Hu Jinqiu, cestista cinese
- 24 settembre - Dodi Lukebakio, calciatore congolese (Repubblica Democratica del Congo)
- 24 settembre - Armando Rami, calciatore albanese
- 24 settembre - Leandro Suhr, calciatore uruguaiano
- 24 settembre - Tatsuki Suzuki, pilota motociclistico giapponese
- 24 settembre - Rayjon Tucker, cestista statunitense
- 25 settembre - McTelvin Agim, giocatore di football americano statunitense
- 25 settembre - Durel Avounou, calciatore congolese (Repubblica del Congo)
- 25 settembre - Pierre Barbier, ciclista su strada e ciclocrossista francese
- 25 settembre - Alisher Begmuratov, scacchista uzbeko
- 25 settembre - Barbara Dunst, calciatrice austriaca
- 25 settembre - Mariano García, mezzofondista spagnolo
- 25 settembre - Antonia Gentry, attrice statunitense
- 25 settembre - Clyde Lewis, nuotatore australiano
- 25 settembre - Ángel Lezama, calciatore venezuelano
- 25 settembre - Yaya Meledje, calciatore ivoriano
- 25 settembre - Martin Miller, calciatore estone
- 25 settembre - Leonardo Pietra Caprina, canottiere italiano
- 25 settembre - José Pinto, calciatore honduregno
- 25 settembre - Nicole Svetlana Reina, atleta italiana
- 25 settembre - Riki Rodríguez, calciatore spagnolo
- 25 settembre - Suzanne Schulting, pattinatrice di short track olandese
- 25 settembre - Roberto Villamarín, calciatore peruviano
- 25 settembre - Aaron Wainwright, rugbista a 15 britannico
- 25 settembre - Zamdane, rapper marocchino
- 25 settembre - Szymon Żurkowski, calciatore polacco
- 26 settembre - Matt Farniok, giocatore di football americano statunitense
- 26 settembre - Jerry Jacobs, giocatore di football americano statunitense
- 26 settembre - Erica Ogwumike, ex cestista statunitense
- 26 settembre - Daniel Savini, ex ciclista su strada italiano
- 26 settembre - Özge Yağız, attrice turca
- 27 settembre - Theresa Frostad Eggesbø, attrice, modella e musicista norvegese
- 27 settembre - Kialonda Gaspar, calciatore angolano
- 27 settembre - Eleonora Marchiando, ostacolista e velocista italiana
- 27 settembre - Laurent Muhlethaler, combinatista nordico francese
- 27 settembre - Dimitri Oberlin, calciatore svizzero
- 27 settembre - Breiner Paz, calciatore colombiano
- 27 settembre - Agustín Sant'Anna, calciatore uruguaiano
- 27 settembre - Yang Yung-wei, judoka taiwanese
- 28 settembre - Ifunanyachi Achara, calciatore nigeriano
- 28 settembre - Jaime Pinto, calciatore portoghese
- 28 settembre - Sebastián Jurado, calciatore messicano
- 28 settembre - Melvin Landerneau, pistard francese
- 28 settembre - Matheus Oliveira, calciatore brasiliano
- 28 settembre - Nil Roca, hockeista su pista spagnolo
- 29 settembre - Hamad Al-Shamsan, calciatore bahreinita
- 29 settembre - Sam Alphand, sciatore alpino francese
- 29 settembre - Emmanuel Banda, calciatore zambiano
- 29 settembre - Gaia, cantautrice italiana
- 29 settembre - Awet Habte, mezzofondista e maratoneta eritreo
- 29 settembre - Filip Kovljenic, giocatore di football americano svizzero
- 29 settembre - Sakura Noshitani, ginnasta giapponese
- 29 settembre - Miriam Picchi, calciatrice italiana
- 29 settembre - Tifany Roux, ex sciatrice alpina francese
- 29 settembre - Brandon Stephens, giocatore di football americano statunitense
- 30 settembre - Brahian Cuello, calciatore argentino
- 30 settembre - Alexandre Elias, pallavolista brasiliano
- 30 settembre - Gian Filippo Felicioli, calciatore italiano
- 30 settembre - Emanuel Gularte, calciatore uruguaiano
- 30 settembre - Kristýna Horská, nuotatrice ceca
- 30 settembre - Santeri Hostikka, calciatore finlandese
- 30 settembre - Maudo Jarjué, calciatore gambiano
- 30 settembre - Naïma Karamoko, tennista svizzera
- 30 settembre - Antōnīs Koniarīs, cestista greco
- 30 settembre - Maziar Kouhyar, calciatore afghano
- 30 settembre - Jana Kudrjavceva, ex ginnasta russa
- 30 settembre - Sondre Liseth, calciatore norvegese
- 30 settembre - Havana Rose Liu, attrice e modella statunitense
- 30 settembre - Edarlyn Reyes, calciatore dominicano
- 30 settembre - Max Verstappen, pilota automobilistico olandese
- 30 settembre - Asier Villalibre, calciatore spagnolo
- 30 settembre - Jonathan Ward, giocatore di football americano statunitense
- 30 settembre - Renata Zarazúa, tennista messicana